# Kiełczówek
Kiełczówek – wieś w Polsce położona w województwie dolnośląskim, w powiecie wrocławskim, w gminie Długołęka.

## Podział administracyjny
W latach 1945–1951 lub 1954 Kiełczówek administracyjnie wchodził w skład gminy Zakrzów w powiecie oleśnickim. W latach 1975–1998 miejscowość administracyjnie należała do województwa wrocławskiego.